# Kazo
Kazo (japanska: 加須市?, Kazo-shi) är en stad i Saitama prefektur i Japan. Staden fick stadsrättigheter 1954.